# Liste der Schlachtschiffe der United States Navy

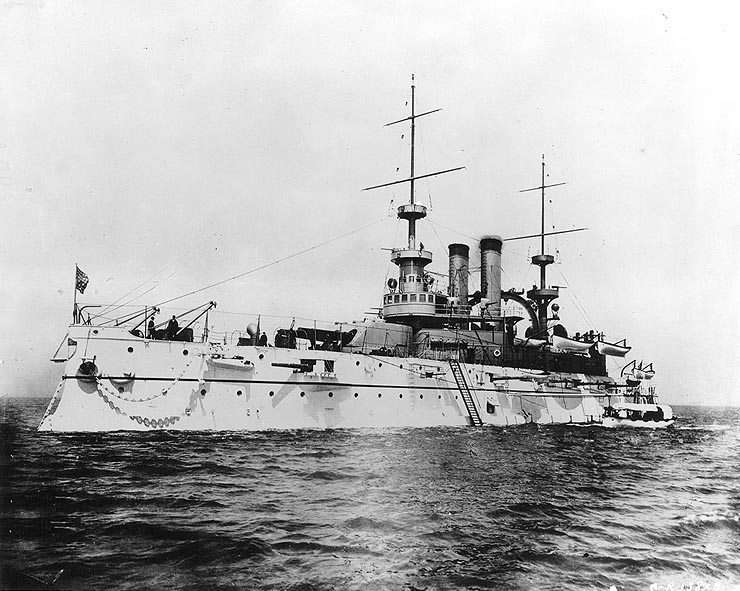
USS Wisconsin (BB-9)

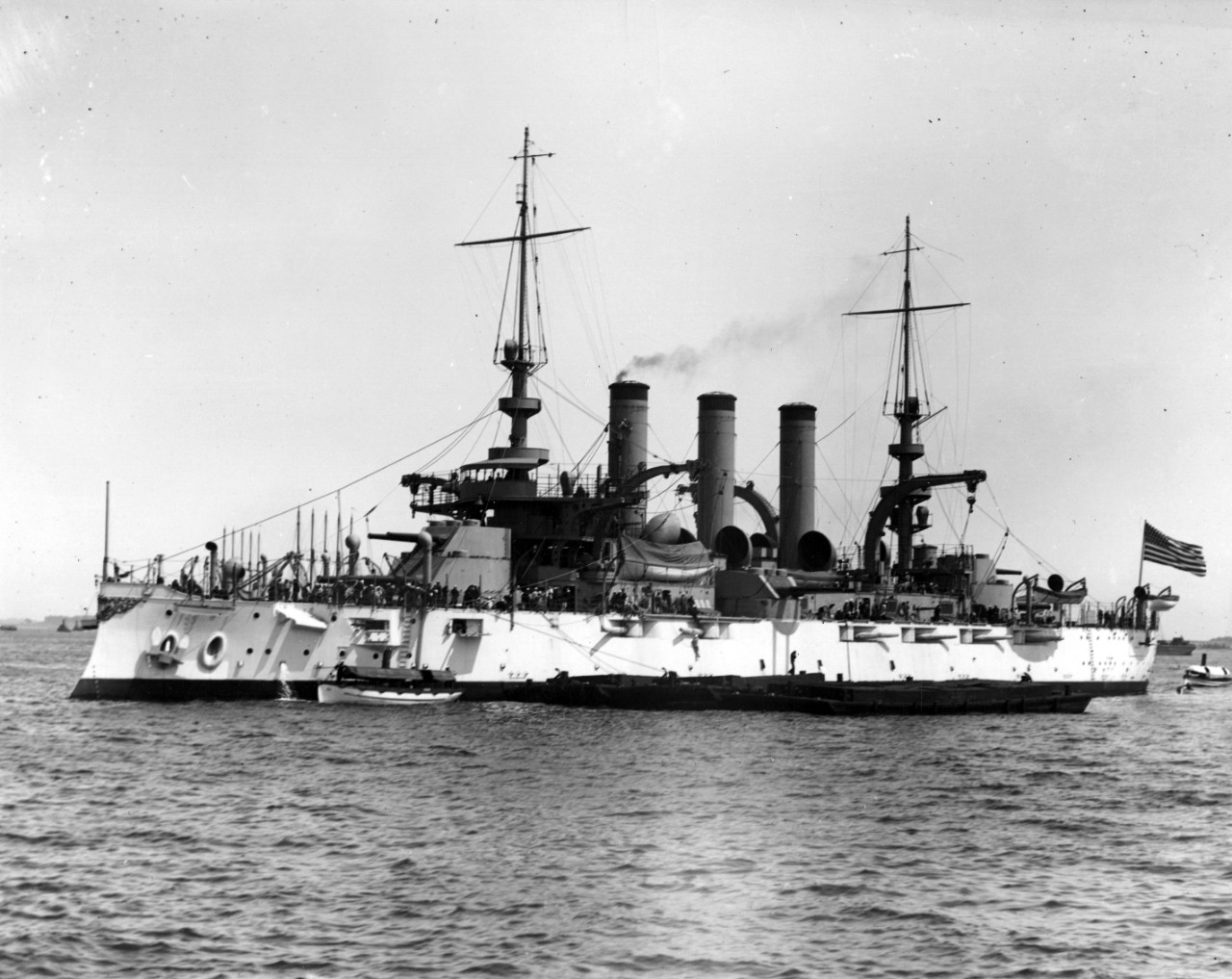
USS New Jersey (BB-16)

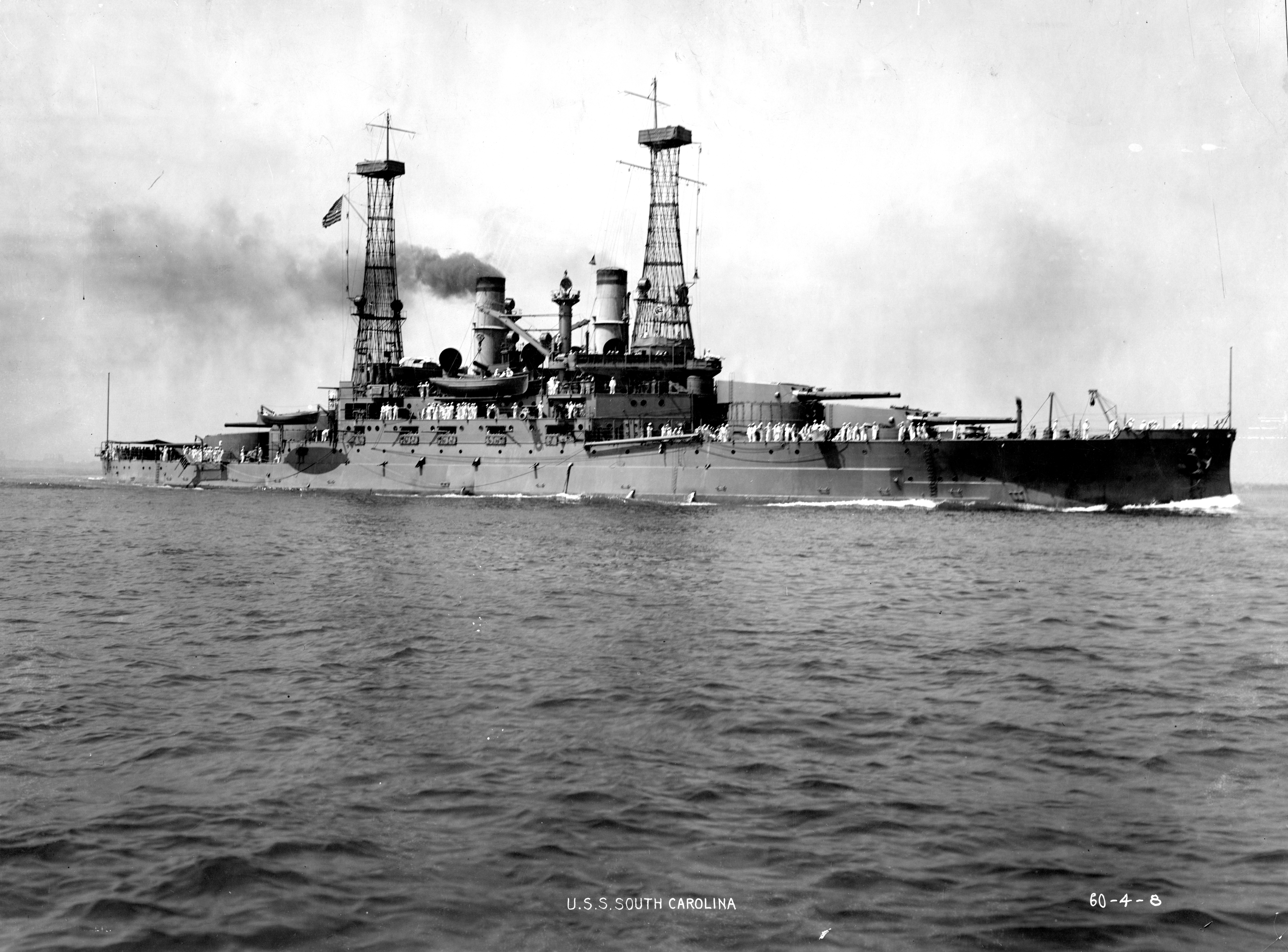
USS South Carolina (BB-26)

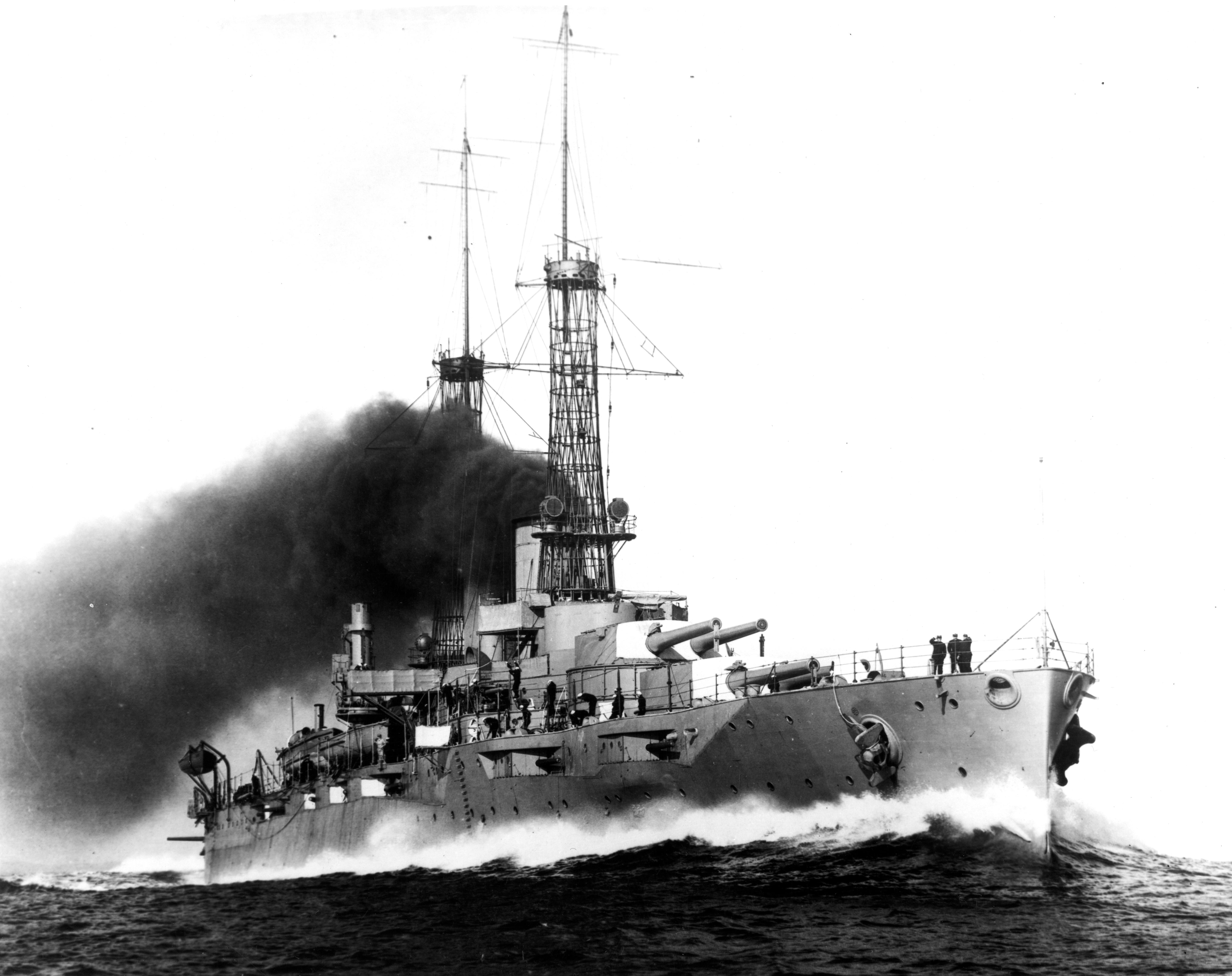
USS New York (BB-34)

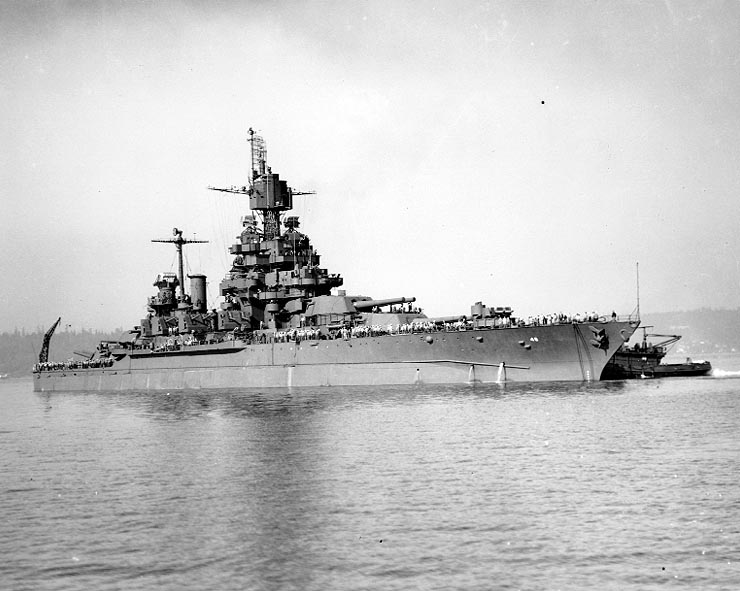
USS Maryland (BB-46)

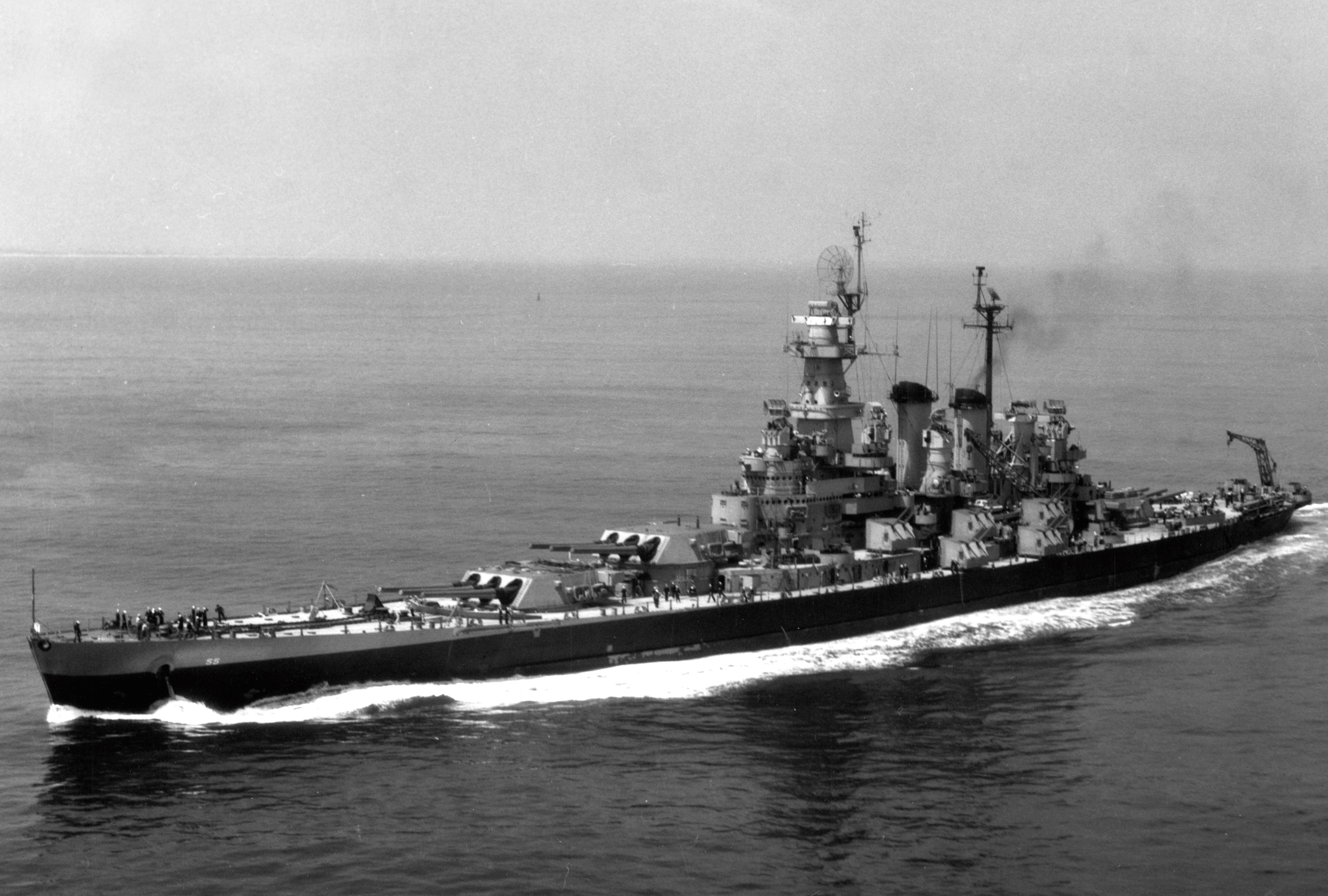
USS North Carolina (BB-55)

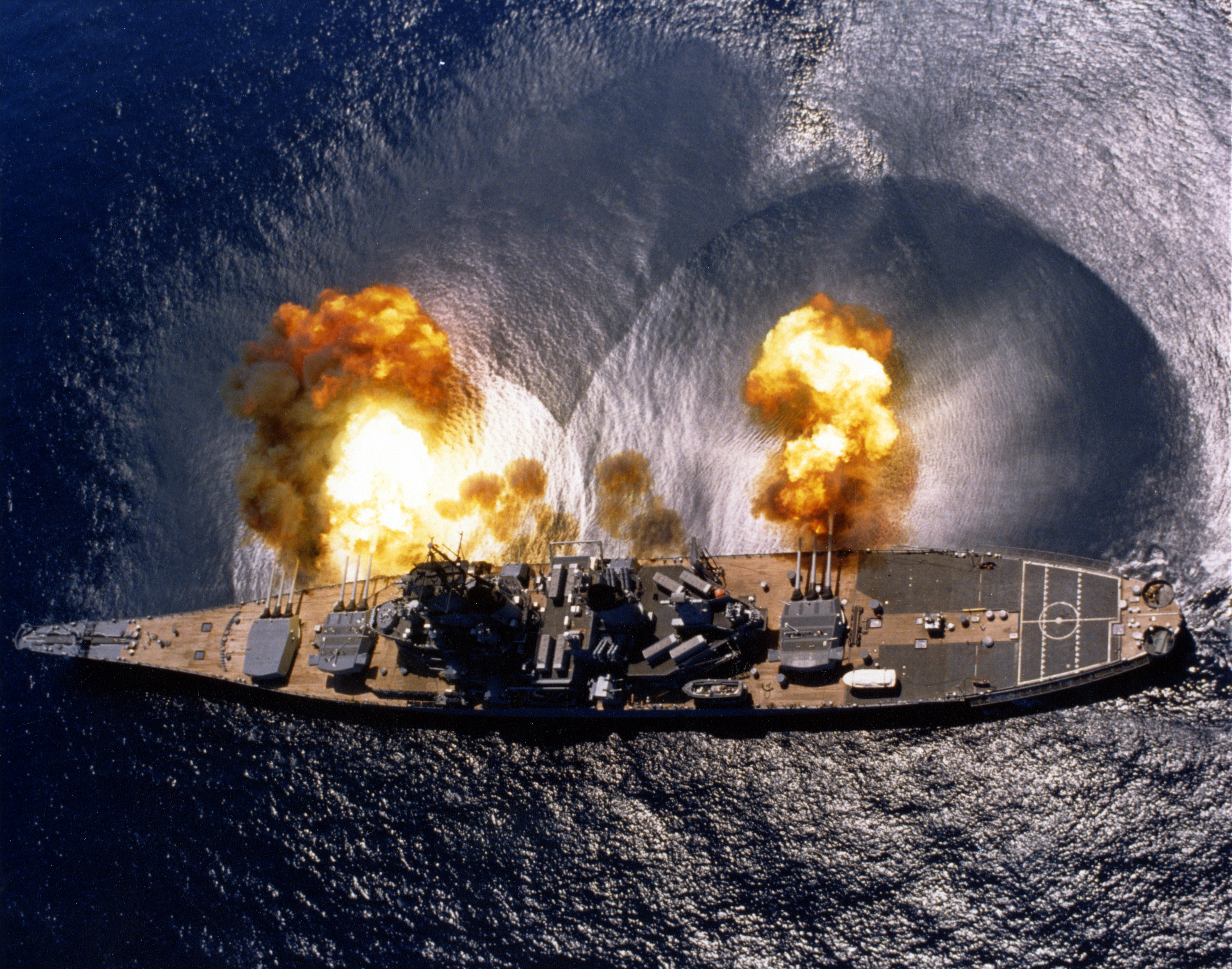
USS Iowa (BB-61) im Jahr 1984

Diese Liste der Schlachtschiffe der United States Navy enthält alle Schiffe mit der Rumpfbezeichnung „BB“. Einige Schiffe wurden niemals fertiggestellt.
Vier Schlachtschiffe der US Navy wurden als Schlachtschiffe zweiter Klasse bezeichnet: Diese Schiffe waren kleiner und leichter als die normalen Schlachtschiffe – und damit billiger im Bau. Doch die US Navy konnte dieser Klasse nicht besonders viel abgewinnen und zog es daher vor, mit den gewährten finanziellen Ressourcen zwar weniger, aber dafür schlagkräftigere Schiffe zu bauen.
Alle Schiffe – mit Ausnahme der Kearsarge aus dem späten 19. Jahrhundert – wurden zumindest theoretisch nach den bis zur Einstellung des Schlachtschiff-Baus 48 Bundesstaaten benannt. Zahlreiche geplante Schlachtschiffe wurden nie gebaut, so dass der Name „Montana“ als einzige de facto nie verwendet wurde – hier war zuletzt sogar eine danach benannte Schiffsklasse geplant. Heute sind noch acht Schlachtschiffe erhalten, darunter als ältestes Schiff die Texas, die in beiden Weltkriegen gedient hat, und alle vier tatsächlich gebauten Schiffe der Iowa-Klasse.
(s) bezeichnet Schlachtschiffe Zweiter Klasse (im Vergleich zu anderen US-Schlachtschiffen der gleichen Ära)
(n) bezeichnet Schiffe, die nie in Dienst gestellt bzw. nie fertiggestellt wurden
| Nach Rumpfnummer | Nach Name |
| --- | --- |
| - USS Maine (s) - USS Texas (s) - (BB-1) Indiana - (BB-2) Massachusetts - (BB-3) Oregon - (BB-4) Iowa - (BB-5) Kearsarge - (BB-6) Kentucky - (BB-7) Illinois - (BB-8) Alabama - (BB-9) Wisconsin - (BB-10) Maine - (BB-11) Missouri - (BB-12) Ohio - (BB-13) Virginia - (BB-14) Nebraska - (BB-15) Georgia - (BB-16) New Jersey - (BB-17) Rhode Island - (BB-18) Connecticut - (BB-19) Louisiana - (BB-20) Vermont - (BB-21) Kansas - (BB-22) Minnesota - (BB-23) Mississippi (s) - (BB-24) Idaho (s) - (BB-25) New Hampshire - (BB-26) South Carolina - (BB-27) Michigan - (BB-28) Delaware - (BB-29) North Dakota - (BB-30) Florida - (BB-31/AG-16) Utah - (BB-32/AG-17) Wyoming - (BB-33) Arkansas - (BB-34) New York - (BB-35) Texas - (BB-36) Nevada - (BB-37) Oklahoma - (BB-38) Pennsylvania - (BB-39) Arizona - (BB-40) New Mexico - (BB-41/AG-128) Mississippi - (BB-42) Idaho - (BB-43) Tennessee - (BB-44) California - (BB-45) Colorado - (BB-46) Maryland - (BB-47) Washington (n) - (BB-48) West Virginia - (BB-49) South Dakota (n) - (BB-50) Indiana (n) - (BB-51) Montana (n) - (BB-52) North Carolina (n) - (BB-53) Iowa (n) - (BB-54) Massachusetts (n) - (BB-55) North Carolina - (BB-56) Washington - (BB-57) South Dakota - (BB-58) Indiana - (BB-59) Massachusetts - (BB-60) Alabama - (BB-61) Iowa - (BB-62) New Jersey - (BB-63) Missouri - (BB-64) Wisconsin - (BB-65) Illinois (n) - (BB-66) Kentucky (n) - (BB-67) Montana (n) - (BB-68) Ohio (n) - (BB-69) Maine (n) - (BB-70) New Hampshire (n) - (BB-71) Louisiana (n) | - Alabama (BB-8) - Alabama (BB-60) - Arizona (BB-39) - Arkansas (BB-33) - California (BB-44) - Colorado (BB-45) - Connecticut (BB-18) - Delaware (BB-28) - Florida (BB-30) - Georgia (BB-15) - Idaho (BB-24) - Idaho (BB-42) - Illinois (BB-7) - Illinois (BB-65) (n) - Indiana (BB-1) - Indiana (BB-50) (n) - Indiana (BB-58) - Iowa (BB-4) - Iowa (BB-53) (n) - Iowa (BB-61) - Kansas (BB-21) - Kearsarge (BB-5) - Kentucky (BB-6) - Kentucky (BB-66) (n) - Louisiana (BB-19) - Louisiana (BB-71) (n) - Maine (ACR-1) (s) - Maine (BB-10) - Maine (BB-69) (n) - Maryland (BB-46) - Massachusetts (BB-2) - Massachusetts (BB-54) (n) - Massachusetts (BB-59) - Michigan (BB-27) - Minnesota (BB-22) - Mississippi (BB-23) - Mississippi (BB-41/AG-128) - Missouri (BB-11) - Missouri (BB-63) - Montana (BB-51) (n) - Montana (BB-67) (n) - Nebraska (BB-14) - Nevada (BB-36) - New Hampshire (BB-25) - New Hampshire (BB-70) (n) - New Jersey (BB-16) - New Jersey (BB-62) - New Mexico (BB-40) - New York (BB-34) - North Carolina (BB-52) (n) - North Carolina (BB-55) - North Dakota (BB-29) - Ohio (BB-12) - Ohio (BB-68) (n) - Oklahoma (BB-37) - Oregon (BB-3) - Pennsylvania (BB-38) - Rhode Island (BB-17) - South Carolina (BB-26) - South Dakota (BB-49) (n) - South Dakota (BB-57) - Tennessee (BB-43) - USS Texas (1892) (s) - Texas (BB-35) - Utah (BB-31/AG-16) - Vermont (BB-20) - Virginia (BB-13) - Washington (BB-47) - Washington (BB-56) - West Virginia (BB-48) - Wisconsin (BB-9) - Wisconsin (BB-64) - Wyoming (BB-32/AG-17) |